# Pyralis farinalis
Pyralis farinalis es una especie de polilla del género Pyralis, tribu Pyralini, familia Pyralidae. Fue descrita científicamente por Linnaeus en 1758.

## Descripción
La envergadura es de 18-30 milímetros.

## Distribución
Especie cosmopolita, se distribuye por todo el mundo.

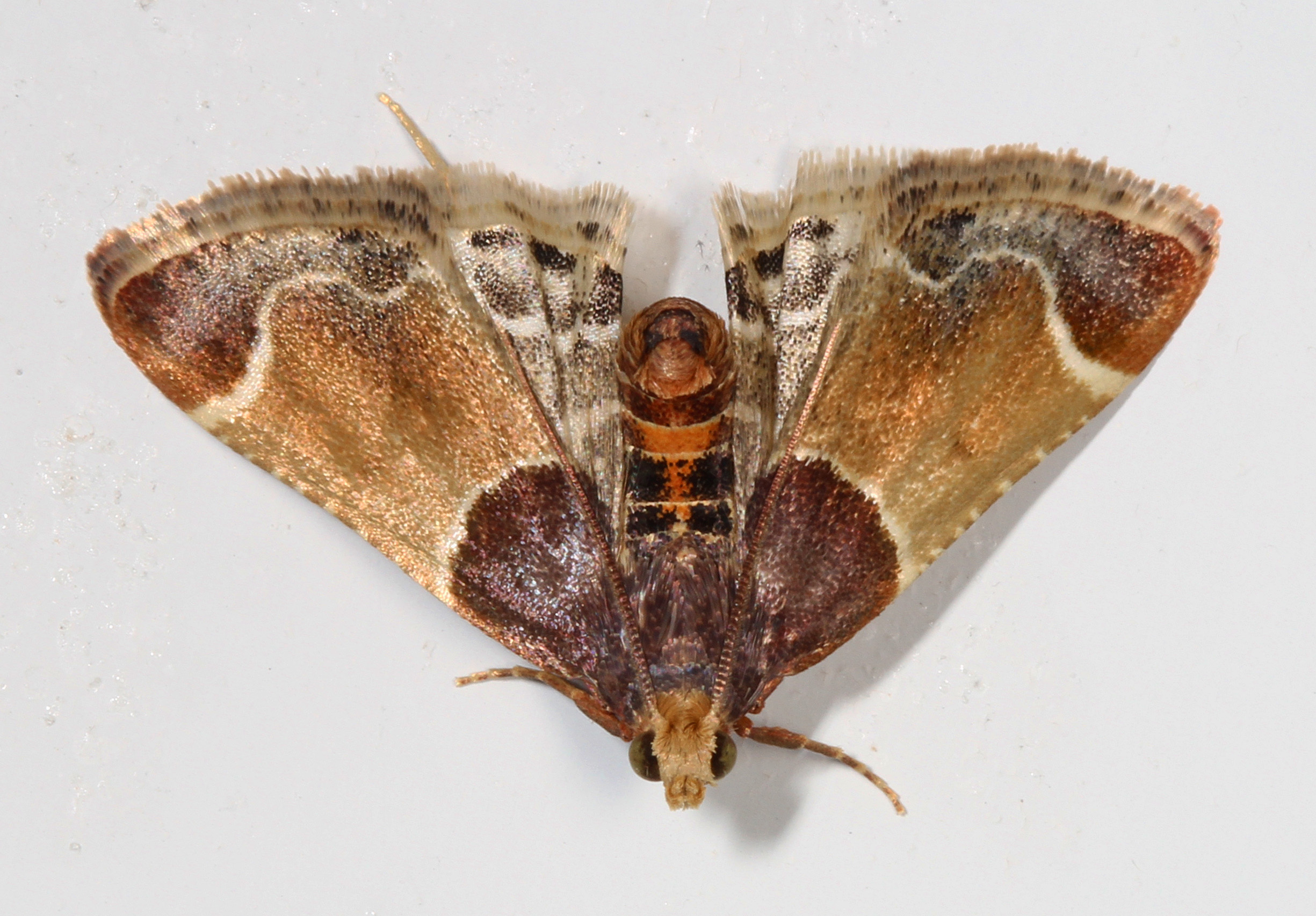
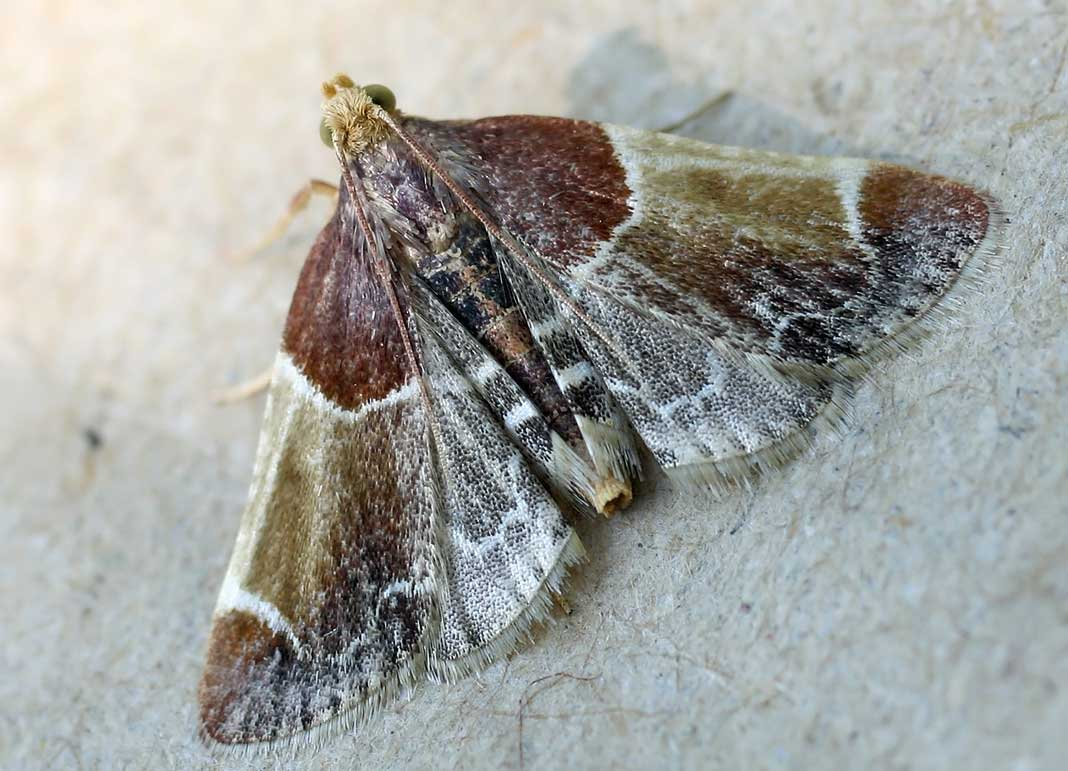
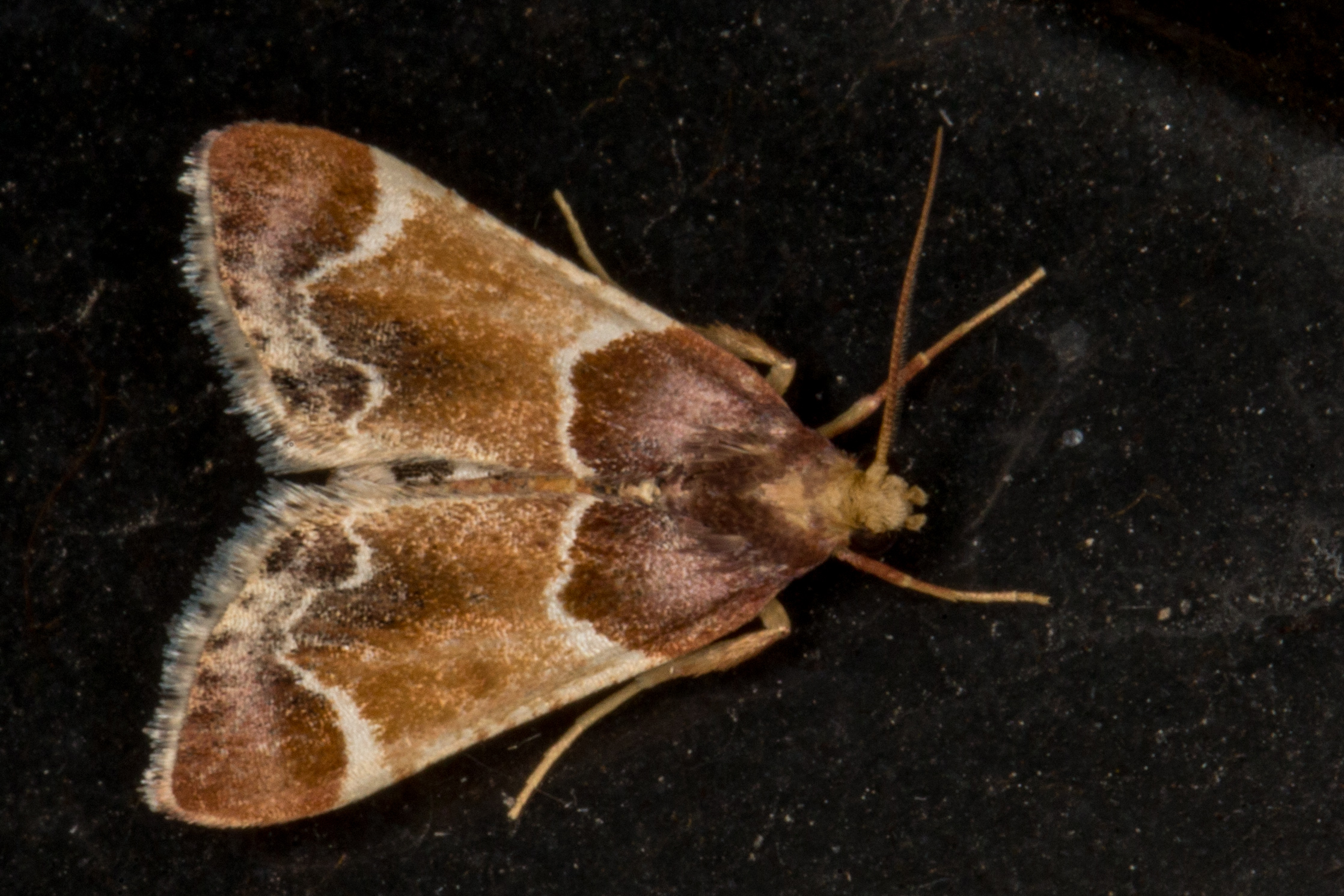
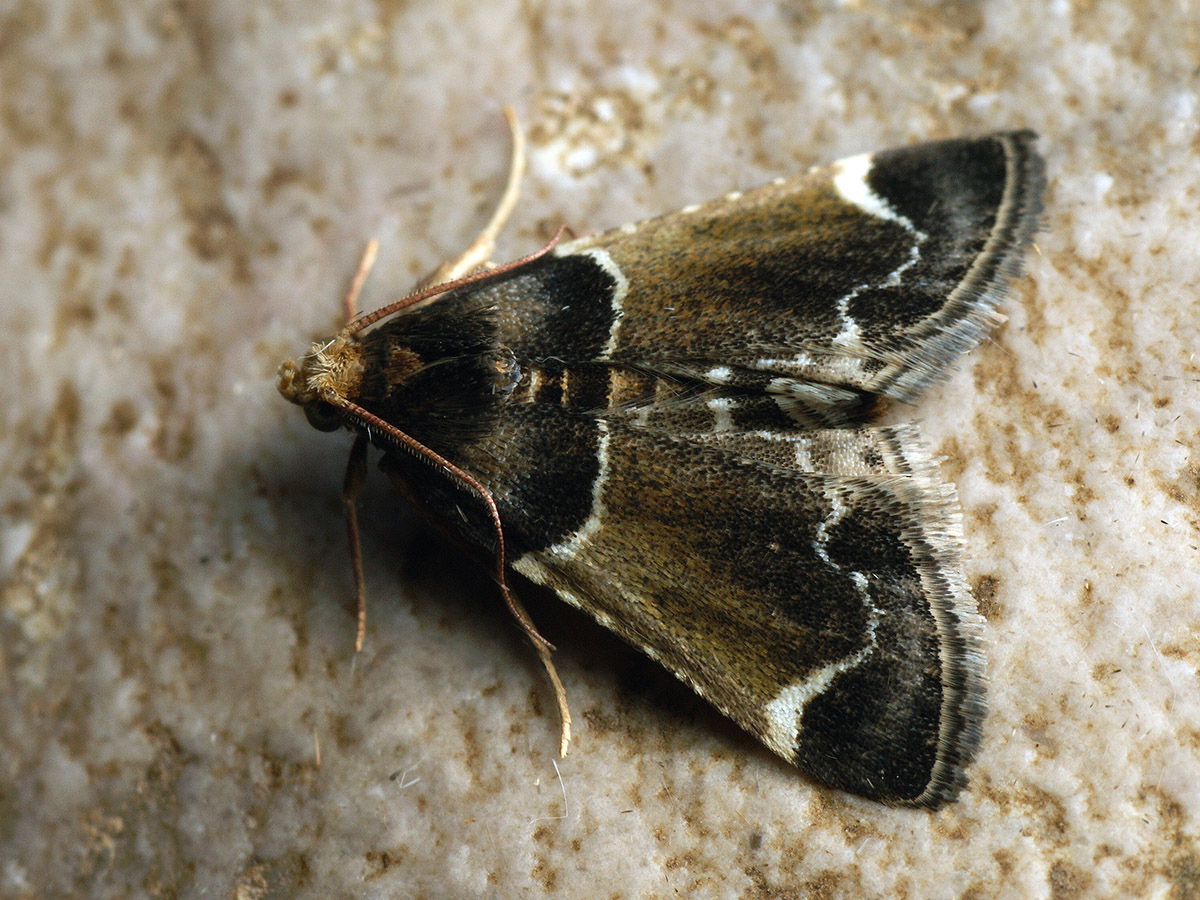
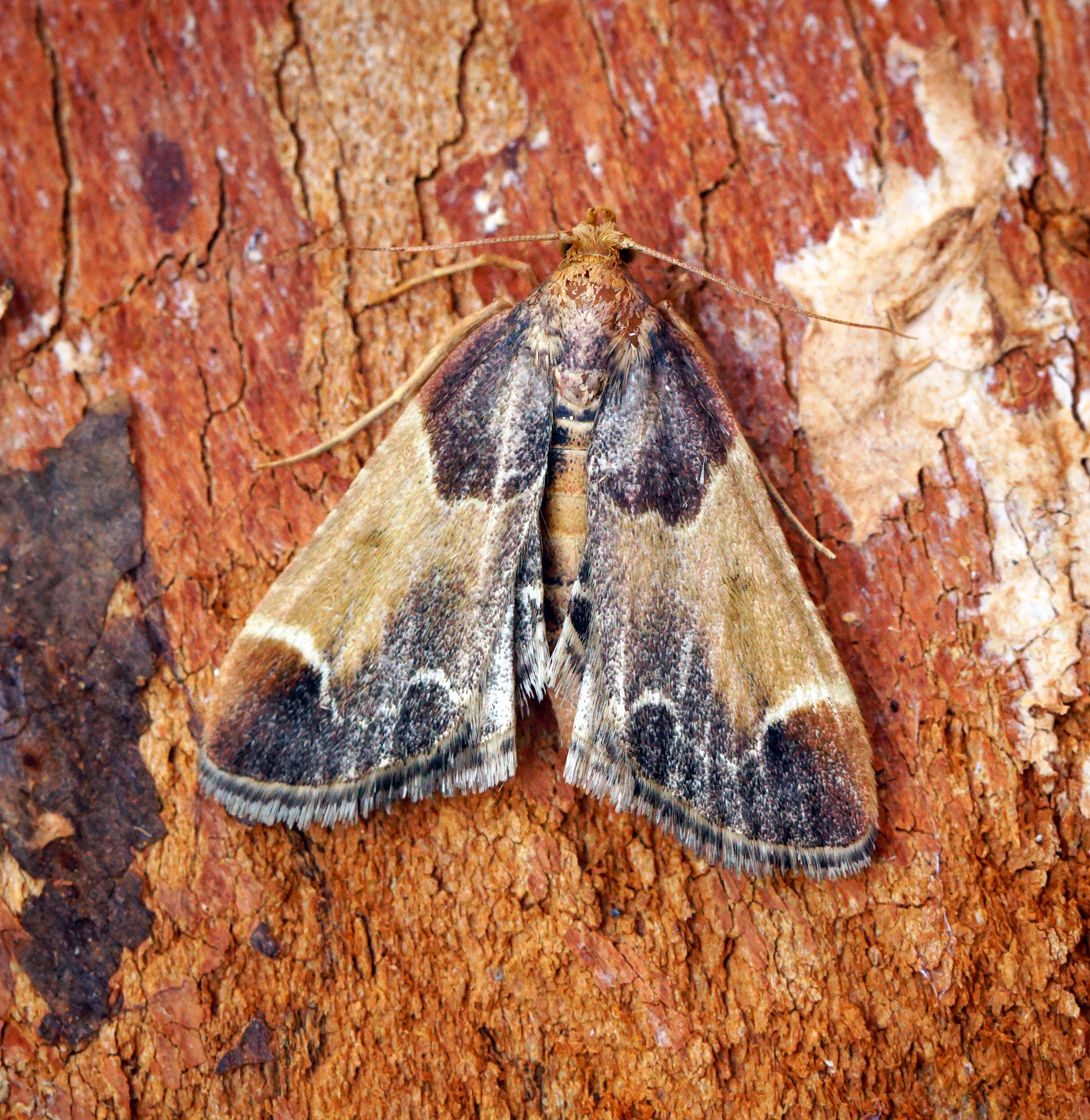